# Guerre anglo-écossaise (1650-1652)
Batailles
- Dunbar
- Inverkeithing
- Warrington Bridge (en)
- Wigan Lane
- Upton (en)
- Worcester

La guerre anglo-écossaise de 1650-1652, parfois appelée troisième guerre civile, constitue la dernière phase des guerres des Trois Royaumes, une série de conflits armés et d'intrigues politiques qui fait rage dans les îles Britanniques au milieu du XVIIe siècle.
De 1642 à 1648, la première et la deuxième guerre civile anglaise mettent aux prises deux factions au sein du royaume d'Angleterre : les Cavaliers, fidèles au roi Charles Ier, et les Têtes-Rondes, qui soutiennent le Parlement d'Angleterre. Le royaume d'Écosse, en union personnelle avec l'Angleterre depuis 1603, apporte son soutien aux parlementaires dans la première guerre civile anglaise, mais il envoie une armée au secours du roi dans la seconde. Sortis victorieux des deux conflits, les Têtes-Rondes procèdent à l'exécution du roi le 30 janvier 1649 et instaurent un régime républicain, le Commonwealth d'Angleterre. Le Parlement d'Écosse, qui n'a pas été consulté, choisit de proclamer roi le fils de Charles, qui devient Charles II.
Craignant une invasion écossaise, les chefs du Commonwealth d'Angleterre décident de porter le premier coup et la New Model Army d'Oliver Cromwell envahit l'Écosse le 22 juillet 1650. L'armée écossaise, menée par David Leslie, se retire à Édimbourg et refuse d'affronter Cromwell en bataille rangée. Après un mois de manœuvres infructueuses, Cromwell lance une attaque surprise à Dunbar le 3 septembre qui met en déroute les Écossais. Leslie bat en retraite jusqu'à la forteresse de Stirling. Les Anglais prennent le contrôle du sud de l'Écosse, mais ils ne parviennent pas à dépasser Stirling. Le 17 juillet 1651, ils traversent le Firth of Forth à bord de barges à fond plat et remportent la bataille d'Inverkeithing trois jours plus tard, coupant l'armée écossaise stationnée à Stirling de ses sources de renforts et de ravitaillement.
À court d'options, Charles II conduit son armée dans une invasion de l'Angleterre au mois d'août, avec Cromwell sur ses talons. Il ne bénéficie que de rares ralliements une fois la frontière franchie, tandis que le Parlement anglais lève une grande armée pour l'arrêter. Les royalistes subissent une défaite écrasante à la bataille de Worcester le 3 septembre, le roi faisant partie des rares vaincus à pouvoir s'échapper. À la suite de cette défaite, le gouvernement écossais est dissous et le royaume d'Écosse absorbé au sein du Commonwealth. Cette période républicaine de l'histoire de la Grande-Bretagne prend fin en 1660 avec la restauration de Charles II sur les trônes d'Angleterre et d'Écosse.

## Terminologie
La guerre anglo-écossaise de 1650-1652 est parfois qualifiée de « troisième guerre civile », dans la continuité des première (1642-1646) et deuxième (1648) guerres civiles anglaises. Néanmoins, cette désignation est problématique, car comme le soulignent les historiens John Philipps Kenyon et Jane Ohlmeyer, ce conflit ne concerne pas que l'Angleterre et ne peut pas être considéré comme une guerre civile strictement anglaise. Leur confrère Austin Woolrych note qu'il met essentiellement aux prises des Anglais et des Écossais, avec très peu d'Anglais dans le camp royal à la bataille de Worcester, ce qui rend la désignation de guerre civile « gravement trompeuse ». Bien qu'elle s'inscrive assurément dans les guerres des Trois Royaumes, la guerre de 1650-1652 ne constitue pas une prolongation de la guerre civile anglaise, mais plutôt un conflit entre le royaume d'Écosse, dirigée par un gouvernement covenantaire sous l'égide du roi Charles II, et le Commonwealth d'Angleterre,.

## Contexte

### Les guerres des évêques et les guerres civiles anglaises

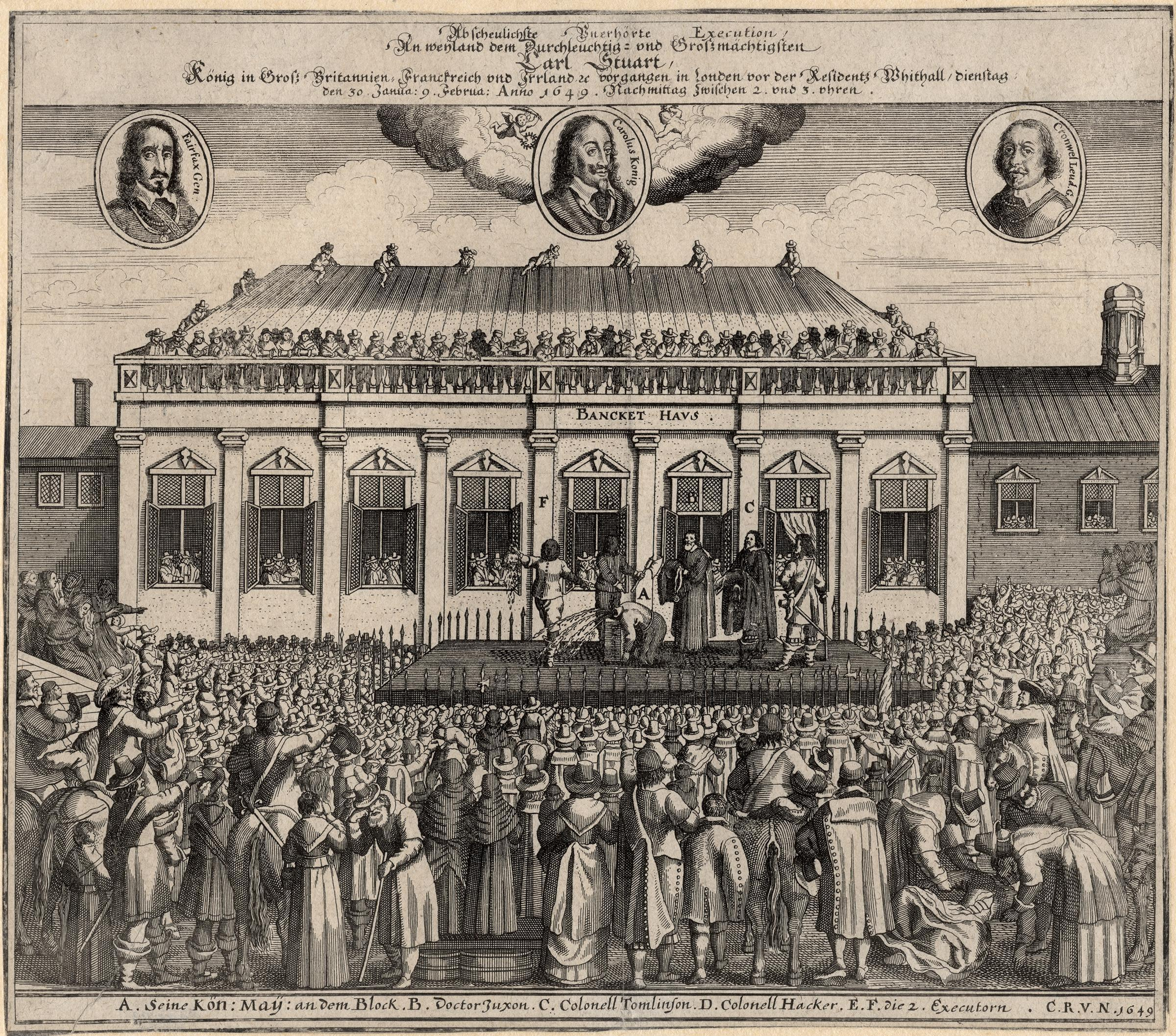
L'exécution de Charles Ier (gravure allemande de 1649).

Le roi Charles Ier, qui règne en union personnelle sur l'Angleterre et l'Écosse depuis 1625, entre à deux reprises en conflit avec ses sujets écossais en 1639 et 1640. Ces conflits, les guerres des évêques, sont dus à ses tentatives de réformer l'Église d'Écosse pour l'aligner sur les pratiques religieuses anglaises. Les efforts du roi ne sont pas couronnés de succès et les négociations entérinent la mainmise du parti des Covenantaires sur le gouvernement écossais : les fonctionnaires, parlementaires et membres du clergé doivent signer la Convention nationale, et les conseillers du roi en Écosse doivent recevoir l'approbation du Parlement d'Écosse. En Angleterre, les relations entre Charles et le Parlement se dégradent au fil des années et débouchent sur la Première guerre civile anglaise en 1642.
Cette guerre oppose les partisans du roi, surnommés Cavaliers, aux Têtes-Rondes qui soutiennent le Parlement et aux Écossais. L'alliance entre ces derniers est formalisée en 1643 par la Ligue et convention solennelle (en), suivant laquelle le Parlement anglais s'engage à réformer l'Église d'Angleterre sur le modèle de son homologue écossaise en échange d'une aide militaire. Au bout de quatre années de guerre, les royalistes sont vaincus et Charles se rend aux Écossais le 5 mai 1646. Les Écossais et le Parlement d'Angleterre définissent des exigences communes, les « propositions de Newcastle », à soumettre au roi. Tous ses sujets d'Angleterre, d'Écosse et d'Irlande doivent signer la Ligue et convention solennelle et les Églises des trois royaumes doivent être réformées suivant les principes convenantaires et presbytériens. Dans la sphère politique, le roi doit être privé d'une bonne partie de ses pouvoirs en Angleterre au profit du Parlement. Les Écossais tentent pendant plusieurs mois de convaincre Charles d'accepter ces termes, mais le roi refuse. Pendant ce temps, l'armée écossaise se trouve toujours en Angleterre, où elle attend le versement des subsides promis par les Têtes-Rondes. Les Écossais finissent par quitter l'Angleterre le 3 février 1647, après avoir remis le roi aux commissaires du Parlement anglais.

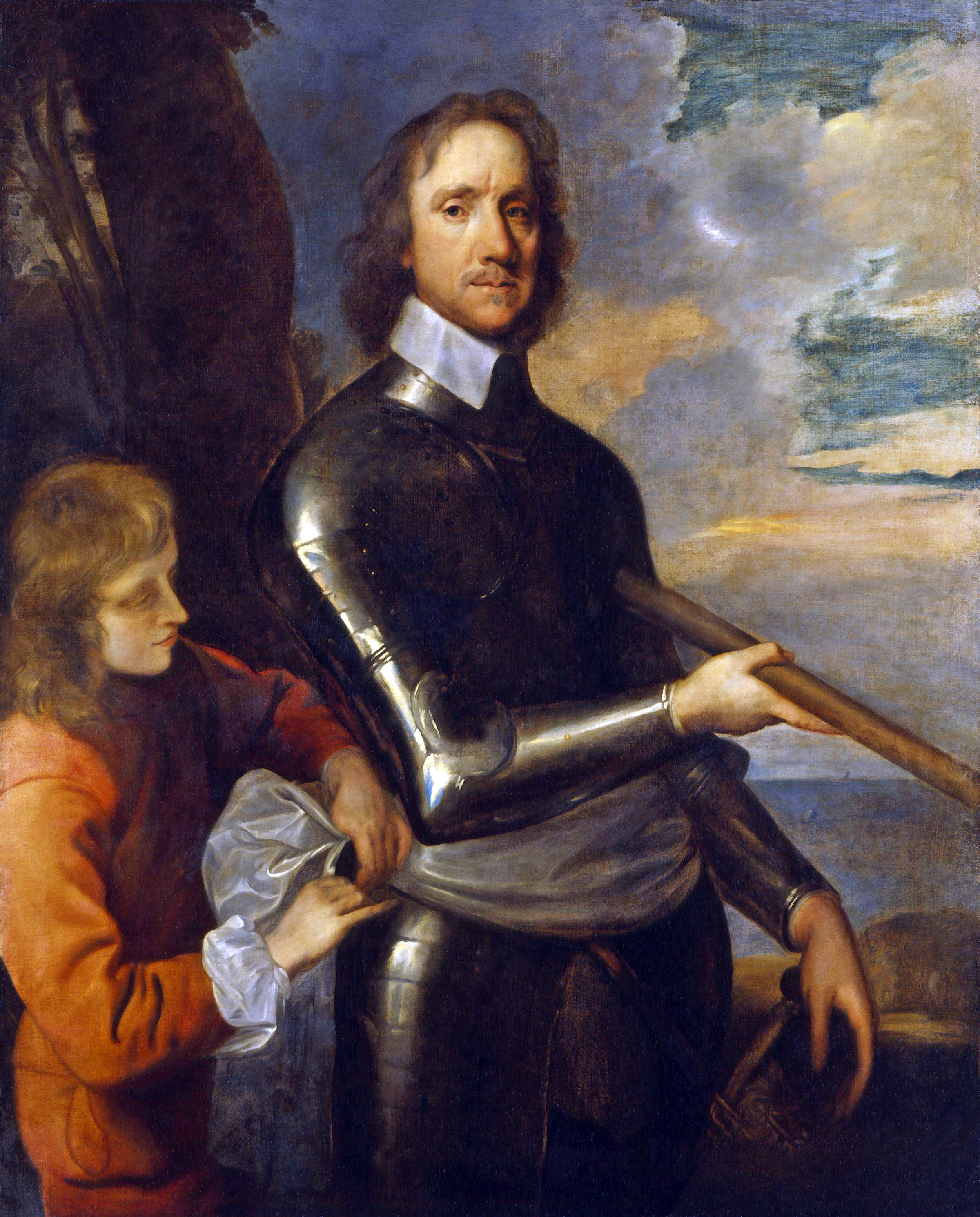
Portrait d'Oliver Cromwell par Robert Walker (vers 1649).

Charles commence alors des négociations séparées avec différentes factions. Les Parlementaires anglais presbytériens et les Écossais veulent qu'ils acceptent une version modifiée des propositions de Newcastle, mais un officier de la New Model Army, George Joyce, se saisit de sa personne en juin 1647 et le conseil de l'armée le presse d'accepter des propositions moins contraignantes, qui n'impliquent notamment pas une réforme presbytérienne de l'Église,. Il refuse aussi ces termes au profit d'un accord avec la délégation écossaise, « l'Engagement », qu'il signe le 26 décembre 1647. Charles s'engage à confirmer la Ligue et convention solennelle, et à réformer l'Église anglaise sur des bases presbytériennes pour une période de trois ans. En échange, les Écossais doivent l'aider à reprendre le pouvoir en Angleterre.
La ratification de l'Engagement ne fait pas l'unanimité en Écosse. Ses partisans considèrent qu'il s'agit du meilleur moyen d'obtenir l'extension de la Convention aux trois royaumes et que le rejeter risque d'amener Charles à accepter les propositions de la New Model Army. Ses adversaires considèrent qu'une intervention militaire en Angleterre constituerait une violation de la Ligue et convention solennelle, sans la moindre garantie qu'une Église presbytérienne durable sera établie en Angleterre. L'Église d'Écosse va jusqu'à proclamer, le 5 mai 1648, que l'Engagement n'est rien moins qu'une violation du droit divin. Au terme d'une longue lutte politique, les partisans de l'Engagement obtiennent une majorité au Parlement écossais, tandis qu'en Angleterre, la guerre civile a repris entre Cavaliers et Têtes-Rondes. Une armée écossaise, menée par le duc de Hamilton, traverse la frontière en juillet pour soutenir la cause royale, mais elle est battue par la New Model Army d'Oliver Cromwell à la bataille de Preston. Cette défaite permet aux adversaires de l'Engagement de prendre le contrôle du gouvernement écossais, avec l'aide d'une troupe de cavalerie anglaise menée par Cromwell,

### L'avènement deCharlesII

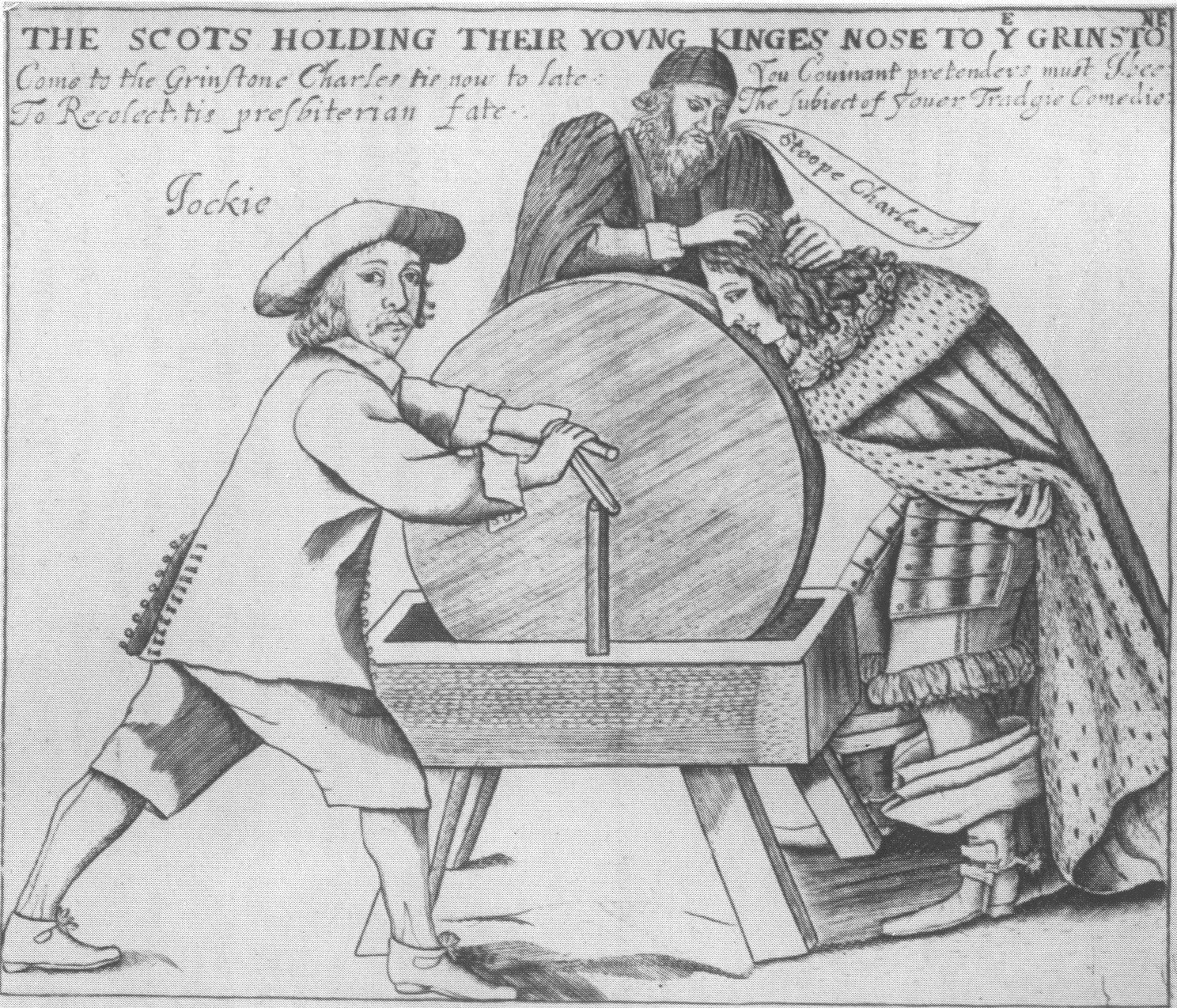
« Les Écossais meulent le nez de leur jeune roi », caricature anglaise dénonçant les conditions imposées par les Écossais à Charles II.

Exaspérée par le double jeu de Charles et le refus du Parlement de mettre un terme aux négociations avec lui, la New Model Army procède à une purge qui donne lieu à la formation du Parlement croupion. Complètement soumis à la volonté de l'armée, ce dernier met sur pied un tribunal qui reconnaît le roi coupable de haute trahison à l'égard du peuple anglais. Charles est condamné à mort et exécuté le 30 janvier 1649. Le 19 mai, l'Angleterre devient une république sous le nom de Commonwealth d'Angleterre.
Le Parlement écossais, qui n'a pas été consulté avant l'exécution du roi, proclame son fils Charles II « roi de Grande-Bretagne, ». Avant de l'autoriser à rentrer de son exil aux Provinces-Unies, le Parlement exige néanmoins qu'il signe les deux Conventions et qu'il reconnaisse l'autorité de l'Église d'Écosse dans le domaine religieux et celle du Parlement dans le domaine laïc,,. Charles II commence par hésiter, mais lorsque Cromwell écrase ses partisans en Irlande, il se sent contraint d'accepter et signe le traité de Bréda (en) le 1er mai 1650. Le Parlement écossais commence alors à lever des troupes pour soutenir le nouveau roi qui fait voile vers son royaume et débarque en Écosse le 23 juin.

## Les armées en présence

### L'infanterie

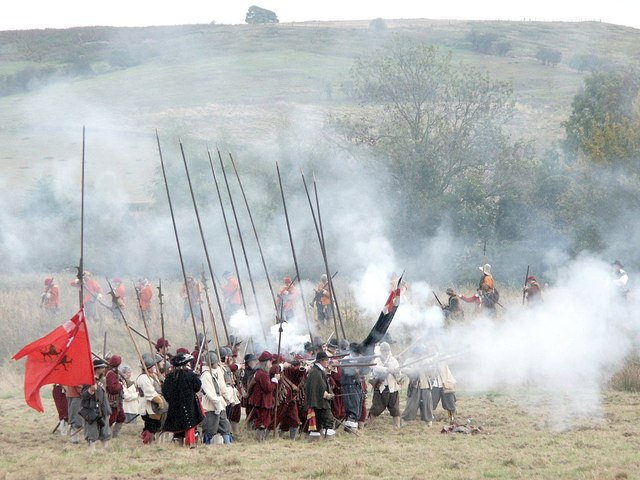
Reconstitution historique d'une bataille de la guerre civile anglaise avec piquiers et mousquetaires.

Les formations, l'équipement et les tactiques des unités d'infanterie anglaises et écossaises sont similaires. Elles sont organisées en régiments, dont la taille n'est pas standardisée et peut varier de manière significative, qui comprennent à la fois des mousquetaires et des piquiers. Les mousquetaires sont équipés de mousquets avec un canon de 1,2 m de long et, la plupart du temps, une platine à mèche. Ces armes à feu sont fiables et robustes pour l'époque. Leur usage est en voie d'évolution tactique au milieu du XVIIe siècle : jusqu'alors, les lignes tiraient les unes après les autres afin de maintenir un feu constant, mais une nouvelle pratique commence à se répandre qui consiste à faire tirer en même temps toute l'unité, pour maximiser l'effet de choc,.
L'arme des piquiers est la pique, une longue lance en bois munie d'une pointe en acier. Dans les deux armées, la pique standard mesure 5,5 m de long, mais les soldats les raccourcissent souvent d'un mètre pour les rendre plus faciles à transporter. Les piquiers sont également munis d'épées simples et portent souvent un casque en acier, mais pas d'autre pièce d'armure. Les manuels militaires de l'époque recommandent d'avoir deux mousquetaires pour chaque piquier, mais sur le terrain, les militaires s'efforcent de maximiser le nombre de mousquetaires et le rapport entre les deux types de fantassin est souvent plus élevé,.
Dans les deux camps, les régiments d'infanterie sont organisés en brigades. Composées de trois régiments, les brigades sont généralement déployées avec deux régiments à l'avant et le troisième en réserve. Dans chaque unité, les soldats se répartissent sur quatre ou cinq lignes, en formation relativement lâche, avec 1 m entre chaque ligne. Un régiment d'infanterie de 600 hommes peut ainsi s'organiser sur cinq lignes de 120 hommes, ce qui lui donne un front de 120 m et une profondeur de 5 m. Les piquiers occupent le centre de la formation, avec les mousquetaires de part et d'autre. Face à une autre unité d'infanterie, la tactique habituelle voit les mousquetaires faire feu puis, une fois l'adversaire suffisamment affaibli ou démoralisé, les piquiers avancer pour effectuer une percée à travers le centre des lignes ennemies,. Les mousquetaires leur emboîtent le pas, utilisant la culasse de leurs mousquets comme arme au corps-à-corps, afin d'encercler l'ennemi,.
Lorsqu'elle affronte à une unité de cavalerie, l'infanterie est censée (selon la doctrine) resserrer les rangs pour ne laisser que 50 cm entre les lignes et avancer de manière compacte, afin de ne laisser aucun espace par lequel les cavaliers seraient susceptibles de s'engouffrer pour rompre la formation. De l'opinion générale, seule une perte de moral pourrait causer la perte d'une unité d'infanterie dans de telles circonstances. Néanmoins, elle rend les flancs et l'arrière plus vulnérables et l'unité en général devient plus difficile à manœuvrer.

### La cavalerie

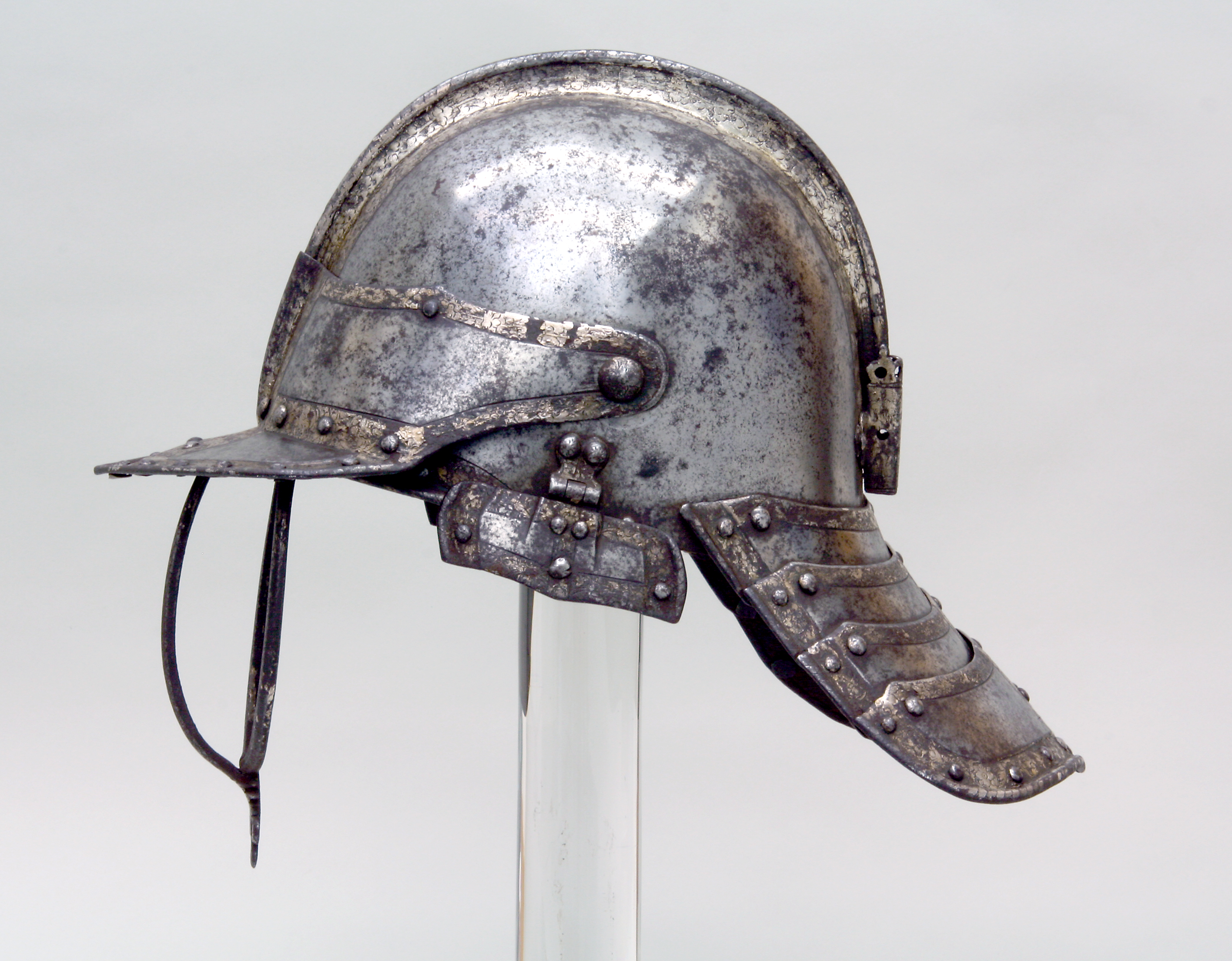
Un casque à queue de homard anglais des années 1630.

La plupart des cavaliers anglais sont montés sur des chevaux d'une taille supérieure à la moyenne de l'époque. Ils sont coiffés de casques à queue de homard qui protègent le crâne, mais aussi le cou, les joues et, dans une moindre mesure, le visage. Leur habillement comprend des vestes de cuir épais non traité et des cuissardes ; il est rare, mais pas impossible, qu'ils portent des cuirasses. En guise d'armement, ils disposent de deux pistolets et d'une épée. Les pistolets ont des canons entre 45 cm et 60 cm de long et une portée très réduite. Leur mise à feu se fait par platine à silex, un mécanisme plus coûteux que la platine à mèche des mousquets, mais plus fiable par temps pluvieux ou venteux et plus facile à allumer à dos de cheval. Les épées sont droites, mesurent 90 cm et peuvent frapper de taille comme d'estoc. En règle générale, les unités de cavalerie sont disposées de part et d'autre de l'infanterie.
La cavalerie écossaise dispose d'un équipement similaire (casques, pistolets, épées et pas d'armure), même si beaucoup de cavaliers sont plutôt munis de lances que de pistolets. La principale différence avec la cavalerie anglaise tient à la taille des chevaux, qui sont plus petits et plus légers du côté écossais. Ils sont par conséquent plus agiles, mais désavantagés lors des face-à-face avec leurs homologues anglais. La tactique de la cavalerie écossaise repose par conséquent sur le mouvement, avec des attaques-éclair,. De l'autre côté, la cavalerie anglaise adopte une tactique qui capitalise sur l'avantage en taille de ses chevaux : les soldats avancent en formation serrée (les jambes des cavaliers se croisent) et à vitesse réduite, pas plus vite qu'au trot, pour maintenir cette formation intacte. Ils attendent d'être très proches de l'ennemi pour faire feu, puis utilisent le poids de leurs montures pour repousser l'adversaire et effectuer une percée.
Les deux armées comptent des dragons dans leurs rangs. Il s'agit à l'origine d'unités d'infanterie montée, qui se servent des chevaux pour être plus mobiles au niveau opératif mais combattent à pied avec des piques ou des mousquets. Dans les années 1650, ces unités sont devenues des troupes montées spécialisées qui sont considérées comme appartenant à la cavalerie à part entière. Elles ont délaissé les piques et remplacé leurs mousquets par des carabines, voire par des pistolets. Les dragons écossais n'ont pas encore achevé cette transitions et ils sont armés de mousquets et d'épées de cavalerie. Les dragons servent généralement d'éclaireurs ou constituent l'arrière-garde de leur armée.

## La campagne anglaise en Écosse

### L'invasion anglaise

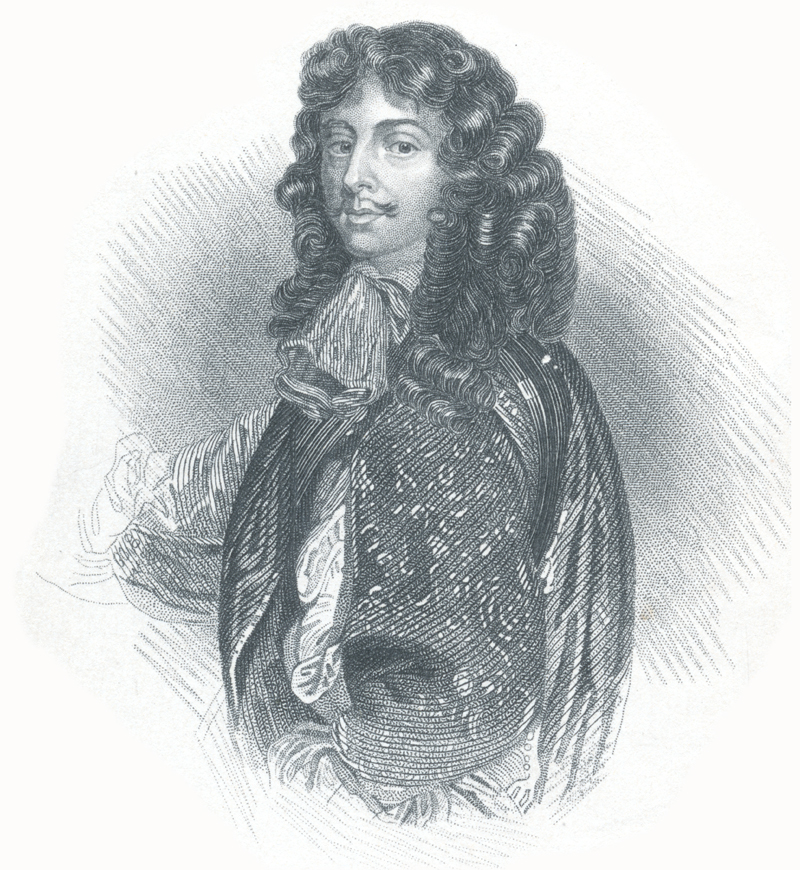
David Leslie, commandant en chef de l'armée écossaise.

Face à la menace que pose la mobilisation en Écosse, les chefs du Commonwealth d'Angleterre pressent Thomas Fairfax, commandant en chef de la New Model Army, de lancer une guerre préemptive. Fairfax accepte de mener des troupes vers le Nord pour défendre l'Angleterre contre une éventuelle invasion écossaise, mais il ne souhaite pas porter le premier coup, car à ses yeux, les deux pays restent liés par la Ligue et convention solennelle. Aussi, lorsqu'il reçoit l'ordre formel de passer à l'offensive, le 20 juin 1650, il préfère remettre sa démission. Une commission parlementaire dans laquelle siège son ami Cromwell tente de le dissuader, mais il maintient sa décision et se retire de la vie publique. Cromwell lui succède comme commandant en chef de la New Model Army le 28 juin et se dirige immédiatement vers l'Écosse. Il franchit la Tweed avec ses 16 000 hommes le 22 juillet,.
L'armée écossaise levée après la signature du traité de Bréda est placée sous le commandement d'un général expérimenté en la personne de David Leslie. Les Écossais comptent lever 36 000 hommes, mais ce chiffre n'est jamais atteint : lorsque Cromwell envahit l'Écosse, Leslie ne dispose que de 10 000 fantassins et 3 000 cavaliers, des chiffres qui varient beaucoup au cours de la campagne. Le gouvernement nomme le 21 juin une commission chargée de purger cette armée des éléments soupçonnés d'avoir soutenu l'Engagement ou plus généralement jugés indésirables,. Une grande partie de la noblesse écossaise s'oppose en vain à cette mesure, tout comme la plupart des chefs de l'armée, y compris Leslie. Cette purge prive l'armée de nombreux officiers expérimentés, alors même qu'elle se compose principalement de recrues sans entraînement ni expérience.
Leslie établit une ligne de défense entre Édimbourg et Leith. Ayant appliqué la politique de la terre brûlée entre ces positions et la frontière anglaise, il laisse Cromwell libre de progresser. Incapables de se ravitailler en chemin et en butte à l'hostilité de la population locale, les Anglais doivent être ravitaillés par la mer et ils s'emparent des ports de Dunbar et Musselburgh pour faciliter les choses. Le mauvais temps rend ces opérations plus difficiles, et l'armée anglaise est affaiblie par ces conditions difficiles, de nombreux soldats souffrant de la faim ou de maladie.

### Les Anglais devant Édimbourg

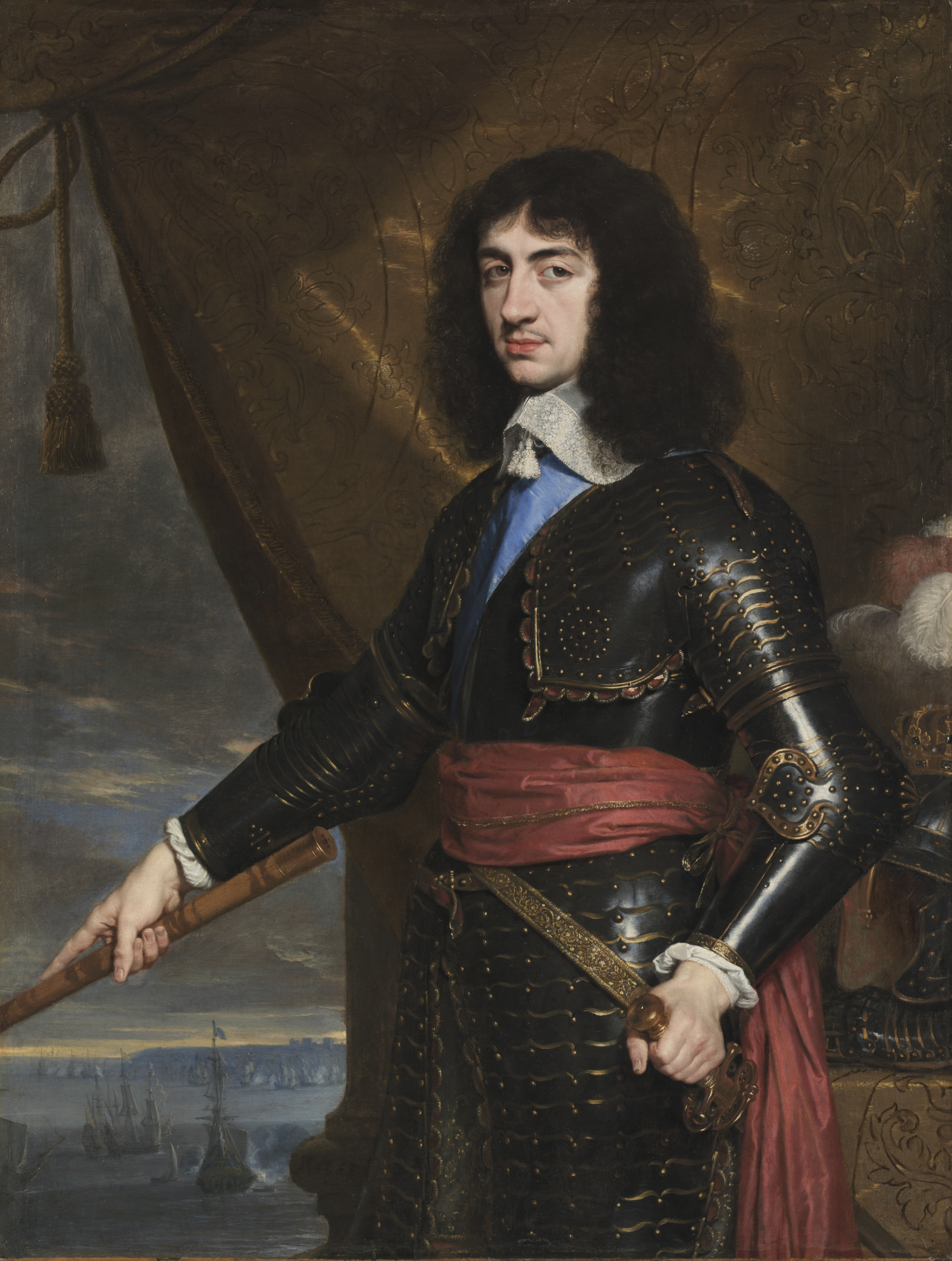
Portrait de Charles II en armure par Philippe de Champaigne (1653).

Cromwell tente de contraindre les Écossais à l'affronter en bataille rangée devant Édimbourg. Il atteint les positions adverses le 29 juillet, s'empare de la colline d'Arthur's Seat et commence à bombarder Leith depuis les hauteurs des falaises de Salisbury. Néanmoins, Leslie refuse de se laisser attirer hors de couvert et les Anglais se retirent dans leur camp de Musselburgh, où ils sont surpris par la cavalerie écossaise qui mène un raid éclair pendant la nuit. L'offensive de Cromwell coïncide avec une visite de Charles II à ses troupes, qui réservent un accueil chaleureux à leur souverain, mais les membres du gouvernement covenantaire craignent que des sentiments de fidélité personnelle au roi ne troublent leur guerre sainte et demandent à Charles de partir. Ils procèdent ensuite à une nouvelle purge au début du mois d'août qui entraîne le renvoi de 80 officiers et 4 000 soldats. Ce faisant, ils se privent d'une partie non négligeable de leurs forces et nuisent au moral des troupes.
Cromwell passe le mois d'août à essayer de faire sortir les Écossais de leurs positions,. Leslie ne lui donne pas satisfaction et ignore également la pression que font peser sur lui les élites séculaires et religieuses écossaises, désireuses de le voir attaquer les troupes anglaises affaiblies. Il prédit que le mauvais temps, le manque de ravitaillement et l'épidémie de dysenterie qui touchent l'armée de Cromwell vont le contraindre à se retirer avant l'arrivée de l'hiver.
Cromwell bat effectivement en retraite le 31 août. L'armée anglaise, harassée par les Écossais, met deux jours à parcourir les 25 km qui la séparent de Dunbar. Les Anglais y arrivent le 1er septembre, affamés, démoralisés et ayant dû abandonner une grande partie de leur équipement en chemin,. L'armée écossaise les contourne pour bloquer la route de Berwick au défilé de Cockburnspath. Son campement principal se situe sur la colline de Doon Hill, à quelques kilomètres au sud de Dunbar, une position quasiment impossible à prendre d'assaut d'où elle surplombe la ville et la route côtière qui part vers le sud,,. Privée de sa liberté de mouvement, l'armée anglaise bénéficie toujours d'un accès à la mer pour son ravitaillement, voire son évacuation si nécessaire. Après avoir évalué la situation, Cromwell écrit au gouverneur de Newcastle le 2 septembre pour lui dire de se préparer à une possible invasion écossaise.

### La bataille de Dunbar

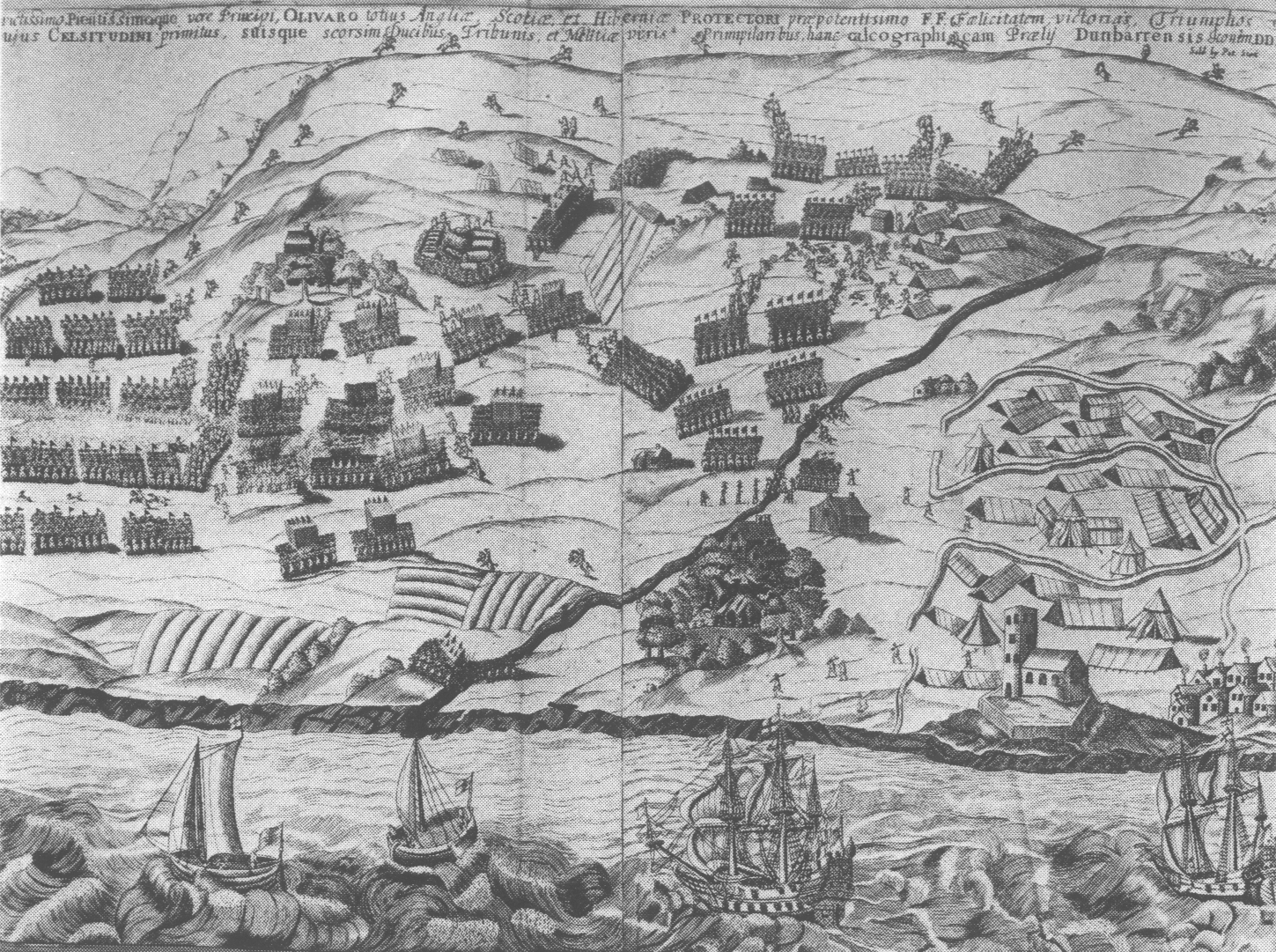
Une gravure d'époque montrant la disposition des armées à la bataille de Dunbar, vue depuis la mer du Nord. Le camp anglais est à droite, devant la ville de Dunbar, et la réserve de Cromwell attaque à gauche.

Leslie fait quitter à ses troupes le sommet de Doon Hill et leur fait prendre position pour attaquer Dunbar,. Il juge sans espoir la situation de l'armée anglaise et il est par ailleurs fortement incité à en finir vite avec elle,. Dans la nuit du 2 au 3 septembre, Cromwell manœuvre afin de pouvoir attaquer en force l'aile droite des Écossais juste avant l'aube,. Ses motivations sont débattues par les historiens : il pourrait aussi bien avoir compté remporter une victoire écrasante que s'ouvrir un chemin lui permettant de battre en retraite vers l'Angleterre,,.
Pris par surprise, les Écossais opposent une résistance farouche aux assauts anglais,. Leur cavalerie est repoussée et leur infanterie ne peut être déployée complètement à cause du terrain,. La bataille reste indécise jusqu'à ce que Cromwell mène en personne sa cavalerie de réserve dans un mouvement de flanc au contact des deux brigades d'infanterie écossaise ayant réussi à entrer au corps-à-corps avec les Anglais,. Leslie parvient à battre en retraite, mais 6 000 Écossais (la moitié de ses troupes) sont faits prisonniers et 1 500 sont tués ou blessés,. Les prisonniers sont ramenés en Angleterre et beaucoup d'entre eux trouvent la mort sur le trajet ou plus tard en captivité.

### La retraite écossaise
La panique s'empare d'Édimbourg à la nouvelle de la défaite de Dunbar, mais Leslie s'efforce de rallier les restes de son armée pour établir une nouvelle ligne de défense à Stirling, véritable goulet d'étranglement sur la route des Highlands. Il y est rejoint par la plupart des membres du gouvernement, ainsi que les élites religieuses et bourgeoises d'Édimbourg. Le major général anglais John Lambert prend le contrôle d'Édimbourg le 7 septembre tandis que Cromwell s'empare du port de Leith, bien plus accessible que celui de Dunbar pour les navires anglais. Ils ne rencontrent que peu de résistance. Cromwell s'efforce de convaincre les habitants d'Édimbourg qu'il n'est pas leur ennemi, s'engage à respecter leurs biens et leur laisse toute liberté de mouvement. Il prend également des mesures pour ravitailler la ville en nourriture. Le château d'Édimbourg résiste jusqu'en décembre, mais Cromwell ne l'attaque pas dans la mesure où il ne pose aucune menace pour lui, faute de renforts ou de ravitaillement. Il traite avec courtoisie le commandant de la garnison. Le comportement des forces d'occupation est décrit comme « exemplaire » par l'historien Austin Woolrych, qui note que les personnes ayant fui Édimbourg au début du mois de septembre ne tardent pas à rentrer chez elle, la ville retrouvant rapidement une vie économique plus ou moins normale.
La réputation et l'autorité de Leslie sont significativement entamées par la défaite de Dunbar. Il souhaite démissionner de son poste de commandement, mais le gouvernement écossais refuse, principalement parce qu'il ne dispose d'aucune alternative valable. Plusieurs officiers refusent de continuer à lui obéir et rejoignent une nouvelle armée levée par la Western Association, un groupe de barons et de prélats du sud-ouest de l'Écosse. La nouvelle situation aggrave les lignes de tension au sein du gouvernement. Les plus pragmatiques identifient les purges comme la cause de la défaite de Leslie et s'efforcent de rallier les partisans de l'Engagement, tandis que les plus zélés considèrent qu'ils ont perdu la faveur divine parce que les purges ne sont pas allées assez loin et que Charles ne s'est pas montré suffisamment fidèle à la cause de la Convention. Ces radicaux proclament le 22 octobre une remontrance qui engendre encore davantage de dissensions parmi les Écossais. Les « Remontrants » (Remonstrants) prennent le contrôle des troupes de la Western Association et tentent de négocier avec Cromwell son départ de l'Écosse, mais le commandant en chef anglais rejette leurs propositions et les écrase à la bataille de Hieton (en), près de Hamilton, le 1er décembre,.

### La bataille d'Inverkeithing

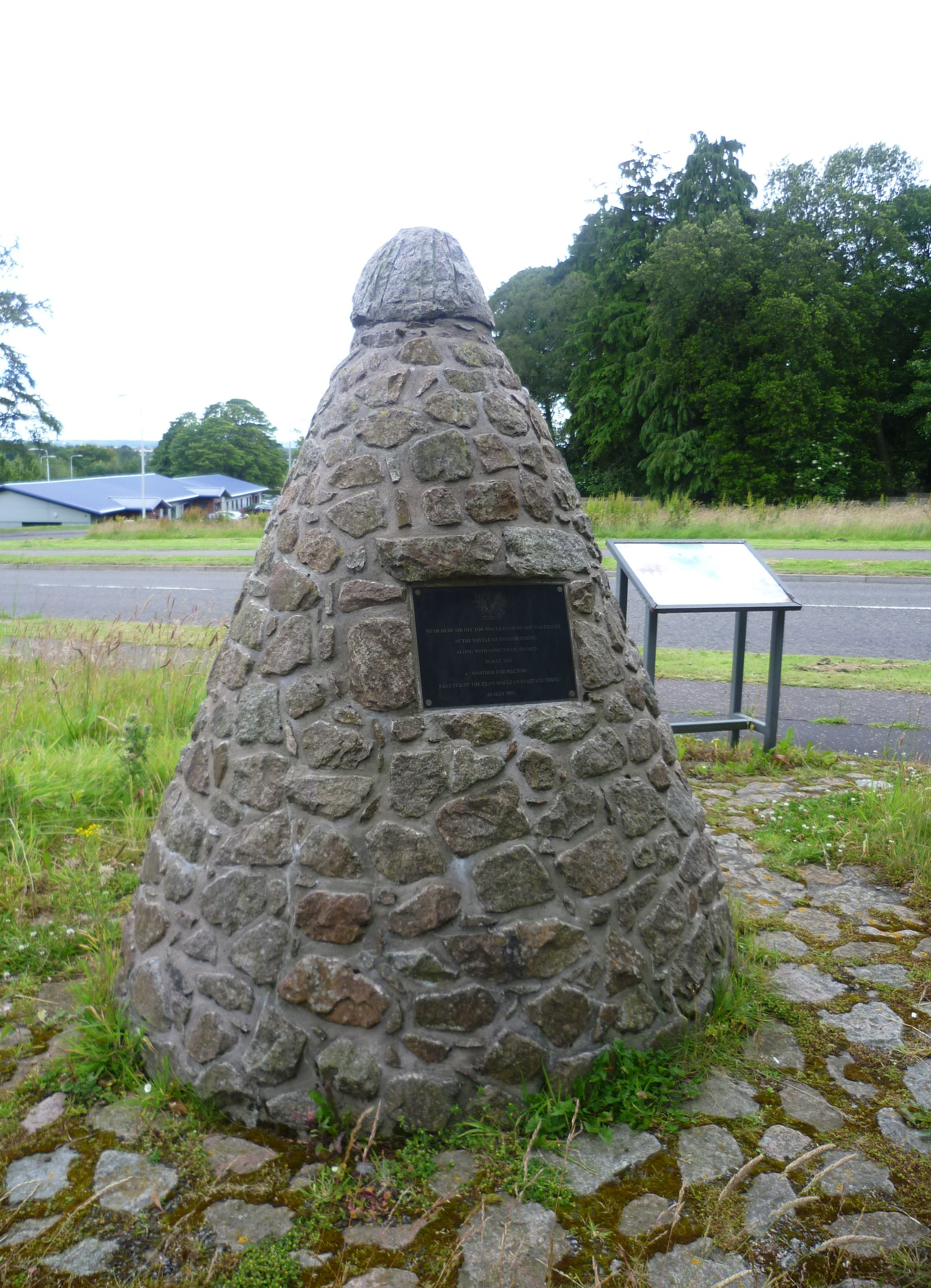
Le cairn édifié en mémoire de Hector Maclean, chef du clan Maclean, tué à Inverkeithing.

En décembre 1650, Charles et le gouvernement écossais se réconcilient avec les partisans de l'Engagement et les chefs des Highlands qui avaient refusé de signer la Convention. La coordination entre les différentes factions laisse à désirer et ce n'est qu'à la fin du printemps 1651 que les anciens dissidents intègrent entièrement l'armée écossaise. Charles est entre-temps sacré roi d'Écosse le 1er janvier 1651 à l'abbaye de Scone. Les Anglais tentent en janvier 1651 une manœuvre d'encerclement en débarquant des troupes de l'autre côté du Firth of Fifth, mais cette opération se solde par un échec. L'armée anglaise se met en marche vers Stirling au mois de février, mais elle est confrontée à des conditions météorologiques terribles et doit faire demi-tour, Cromwell tombant malade au cours de l'opération.
L'armée écossaise avance vers le sud en juin. Les Anglais quittent Édimbourg pour se porter à sa rencontre, mais Leslie dresse son camp au nord de Falkirk. Protégée par la Carron (en), elle bénéficie d'une position défensive que Cromwell ne peut attaquer. Leslie ignore les provocations anglaises, reste sur ses positions et finit par se retirer. Cromwell le suit et tente en vain de contourner Stirling. Il prend ensuite la direction de Glasgow et envoie des unités se livrer à des opérations de pillage dans les régions contrôlées par les Écossais. L'armée écossaise le suit de près et se dirige vers le sud-ouest, atteignant Kilsyth le 13 juillet.
Le 17 juillet, 1 600 soldats anglais menés par le colonel Robert Overton (en) traversent le Firth of Forth là où il est le plus étroit et débarquent à North Queensferry à bord de 50 barges à fond plat spécialement construites pour l'occasion. La garnison écossaise de Burntisland se dirige vers eux tout en demandant des renforts à Stirling et à Dunfermline. Tandis que les Écossais attendent leurs renforts, les Anglais sont en mesure pendant les quatre jours qui suivent de continuer à transporter des troupes depuis l'autre rive du Forth, sous la direction du major général Lambert,,.
Le 20 juillet, les Écossais, commandés par le major général James Holborne, se portent à la rencontre des 4 000 Anglais, qui sont en infériorité numérique.  C'est sur les ailes que les cavaleries des deux armées ouvrent les hostilités. Des deux côtés, les Écossais ont d'abord l'avantage, mais ils ne parviennent pas à l'exploiter et l'arrivée des réserves anglaises les met en déroute. L'infanterie écossaise, qui n'a pas participé à l'affrontement jusque là, tente de battre en retraite, mais les Anglais lui infligent de lourdes pertes, avec de nombreux morts et prisonniers.
Après la bataille, Lambert progresse de 10 km vers l'est pour prendre le contrôle du port de Burntisland. Cromwell y envoie entre 13 000 et 14 000 hommes au cours des jours suivants. Il ignore l'armée écossaise stationnée à Stirling et se dirige vers Perth, le siège du gouvernement écossais, devant laquelle il met le siège le 31 juillet. Perth se rend au bout de deux jours, privant l'armée écossaise de renforts, de ravitaillement et de matériel,. Il laisse volontairement la route du sud ouverte, considérant qu'il pourra détruire l'armée écossaise si elle s'éloigne de ses bases. Charles et Leslie estiment n'avoir aucune chance de vaincre Cromwell et prennent la direction du sud le 31 juillet dans l'espoir de rallier les royalistes d'Angleterre. Cromwell et Lambert leur emboîtent le pas, laissant 5 000 hommes en Écosse sous l'autorité du lieutenant général George Monck pour éliminer les dernières poches de résistance.

### Dernières opérations

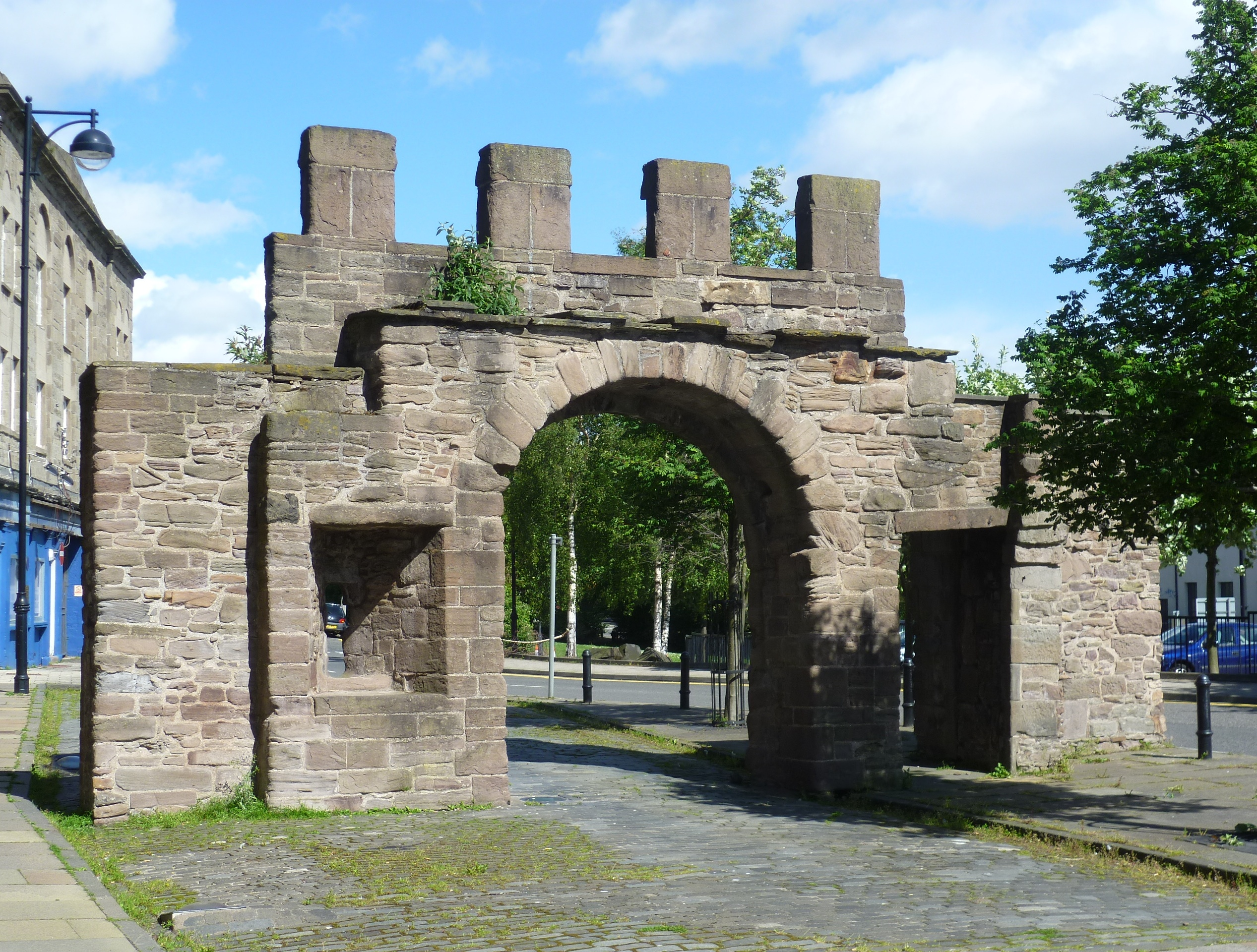
L'ancienne porte est de Dundee, dernier vestige des remparts de la ville.

Au cours du mois d'août Monck prend le contrôle de Stirling, Alyth et St Andrews. Parmi les grandes villes du royaume d'Écosse, seules Dundee et Aberdeen échappent encore aux Anglais. Défendue par de puissantes fortifications, Dundee accueille les biens de nombreux Écossais qui les ont entreposés là pour qu'ils échappent aux Anglais. Monck réunit ses troupes et se rend devant la ville, dont il exige la reddition. Le gouverneur de Dundee refuse, car il est persuadé que les fortifications et la milice locale vont tenir bon. Furieux, Monck accorde à ses hommes la permission de piller la ville après sa chute. Après trois jours de bombardements, les Anglais prennent d'assaut les portes ouest et est le 1er septembre. Plusieurs centaines de civils sont tués, parmi lesquels des femmes et des enfants. Une discipline stricte est rétablie après une brève période d'intense pillage.
Après la chute de Dundee, la municipalité d'Aberdeen accepte de se rendre à un détachement de cavalerie envoyé par Monck. Les troupes anglaise passent ensuite le printemps 1652 en campagne dans les Highlands pour réduire les clans à l'obéissance. Trois forteresses isolées résistent pendant quelques mois. Le château de Brodick, sur l'île d'Arran, se rend le 6 avril, suivi quelques jours plus tard du Bass Rock. Le château de Dunnottar, près de Stonehaven, est la dernière forteresse écossaise majeure à se rendre aux Anglais, le 24 mai 1652. Les Honneurs de l'Écosse, qui étaient conservés au château, en sont entre-temps discrètement tirés et enfouis dans le cimetière d'une église voisine pour ne pas être découverts.

## La campagne écossaise en Angleterre

### La marche vers le sud
L'armée que Leslie et Charles mènent en Angleterre compte 12 000 hommes, mais elle souffre d'un grave déficit en armes et en ravitaillement. Faute de mousquets, beaucoup de soldats sont équipés d'arcs à la place. Ils avancent rapidement et arrivent devant Carlisle le 8 août 1651. Avec sa garnison et ses fortifications, la ville peut se permettre de refuser l'entrée à Charles. Les Écossais poursuivent donc leur marche vers le sud, harcelés par deux unités anglaises de 4 000 hommes que Cromwell a détachées du gros de son armée, toujours forte de 10 000 hommes. 
Le 13 août, les Têtes-Rondes tentent d'empêcher les envahisseurs de franchir la Mersey en barrant l'accès au pont de Warrington, mais ils doivent battre en retraite lorsque les troupes écossaises les attaquent en force (bataille de Warrington Bridge (en)). Vingt-deux jours après avoir quitté Stirling, l'armée écossaise, épuisée, arrive à Worcester. Charles espère y être rejoint par des royalistes venant du pays de Galles, des marches galloises et du West Country, mais il ne reçoit que des renforts très limités,.
La perspective d'un retour à une monarchie liée par la Convention n'enthousiasme guère les Anglais et ceux qui tentent de rallier le roi sont pour la plupart interceptés par les Têtes-Rondes. Ainsi, le comte de Derby James Stanley réunit 1 500 hommes de l'île de Man dans le Lancashire et se dirige vers Worcester, mais les forces parlementaires les interceptent à Wigan et les battent le 25 août (bataille de Wigan Lane). Le plus gros contingent qui parvient à rallier Charles à Worcester compte seulement 60 soldats.
De son côté, le Conseil d'État anglais s'efforce de lever un maximum de troupes, avec d'importants rassemblements à Northampton, Gloucester, Reading et Barnet. 14 000 miliciens sont réunis à Londres et Fairfax garantit la fidélité du Yorkshire. Les Têtes-Rondes rassemblent leurs forces autour de Worcester : à la fin du mois d'août, Cromwell dispose de 31 000 hommes à opposer aux 12 000 royalistes.

### La bataille de Worcester

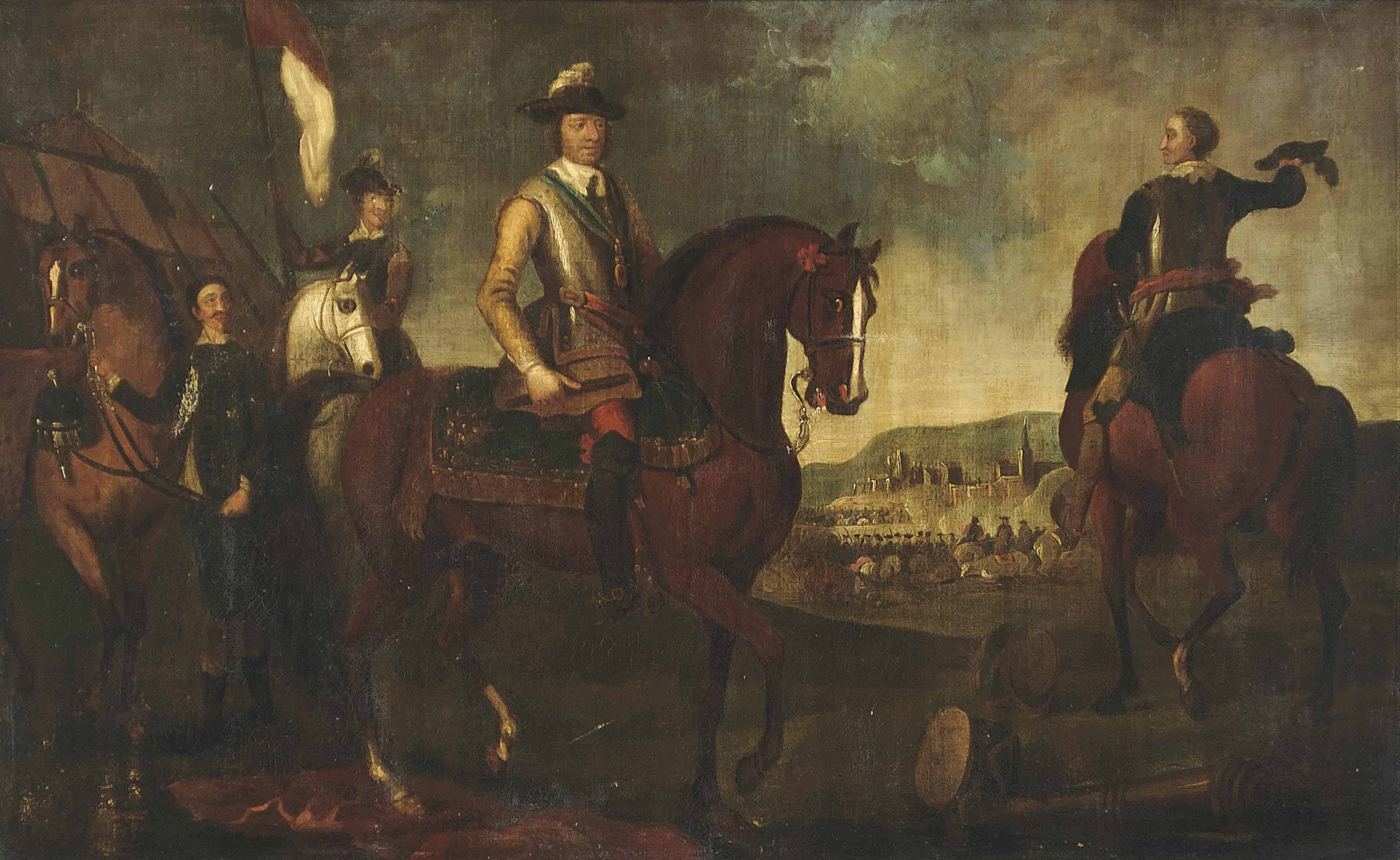
Oliver Cromwell à la bataille de Worcester (artiste inconnu, XVIIe siècle).

Les Anglais sont non seulement plus nombreux que les Écossais, mais également mieux entraînés, mieux équipés et mieux ravitaillés, sans compter qu'ils coupent toute voie de retraite à leurs adversaires. Worcester occupe une position défensive naturelle et bénéficie de fortifications solides, ce qui pousse Cromwell à positionner ses forces de manière minutieuse. Il passe à l'attaque depuis le sud le 3 septembre. Les royalistes tentent une contre-attaque désespérée, mais le commandant en chef anglais envoie ses réserves renforcer le secteur menacé et les Écossais sont repoussés. Les parlementaires parviennent à pénétrer dans la ville et ils en prennent le contrôle après d'âpres combats urbains. Worcester est ensuite livrée au pillage.
Parmi les vaincus, 2 000 royalistes, presque tous Écossais, sont tués et 6 000 faits prisonniers. Ces derniers servent par la suite de main-d'œuvre dans les grands chantiers de drainage des Fens, ou bien ils sont envoyés en Amérique en tant qu'engagés. Leslie est capturé, comme la majeure partie des commandants royalistes, et incarcéré à la tour de Londres jusqu'en 1660. Le roi parvient de son côté à s'échapper et se réfugie en France en octobre. 3 000 cavaliers écossais parviennent eux aussi à prendre la fuite, mais ils sont harcelés par les Anglais en tentant de regagner leur pays et bon nombre d'entre eux trouvent la mort

## Conséquences
La bataille de Worcester est la dernière bataille rangée d'ampleur des guerres des Trois Royaumes. Jusqu'à cette date, le Commonwealth d'Angleterre souffre d'une mauvaise réputation dans le reste de l'Europe à la suite de l'exécution de Charles Ier. Sa victoire lui apporte une certaine légitimité en démontrant que le peuple anglais est déterminé et capable de défendre le régime républicain. En essayant de s'appuyer sur les Écossais pour reprendre le pouvoir, Charles II s'est aliéné des soutiens en Angleterre, ce dont il se rend compte rapidement : à son arrivée en France, il déclare qu'il préfèrerait être pendu que jamais retourner en Écosse. Après avoir conquis l'Écosse et l'Irlande, le Commonwealth est reconnu par les cours de France, d'Espagne, des Provinces-Unies et du Danemark. Sa flotte lui assure le contrôle des îles Anglo-Normandes et des îles Scilly, ainsi que des possessions coloniales anglaises dans les Antilles et en Amérique du Nord. La perspective d'une invasion navale royaliste est réduite à néant.
Le gouvernement écossais est dissous et le Parlement d'Angleterre intègre le royaume d'Écosse au Commonwealth. 10 000 soldats anglais sont stationnés en Écosse pour étouffer dans l'œuf toute velléité de rébellion,. Les représentants des comtés et burhs écossais commencent à négocier avec les commissaires du Parlement anglais les conditions de l'intégration au nouvel État britannique des structures légales et politiques du royaume d'Écosse. Deux députés écossais siègent ainsi au Parlement de Barebone à partir de 1653.
Après une période de luttes factieuses au sein du Parlement et de l'armée, Cromwell gouverne seul le Commonwealth avec le titre de lord-protecteur de décembre 1653 jusqu'à sa mort, le 3 septembre 1658. Son fils et successeur désigné Richard ne bénéficie pas du soutien de l'armée et il est déposé au bout de sept mois au pouvoir. George Monck, devenu général et commandant en chef des forces anglaises en Écosse, conduit ses troupes vers le sud, franchit la Tweed le 2 janvier 1660 et entre le 3 février à Londres, où il annonce l'élection d'un nouveau Parlement. Le Parlement de la Convention déclare le 8 mai que Charles II est le roi légitime d'Angleterre depuis l'exécution de son père, onze ans plus tôt. Rentré d'exil, Charles est sacré roi d'Angleterre le 23 avril 1661, parachevant la Restauration.